# Notopygus minkii
Notopygus minkii är en stekelart som beskrevs av Vollenhoven 1878. Notopygus minkii ingår i släktet Notopygus och familjen brokparasitsteklar. Inga underarter finns listade i Catalogue of Life.